# Conversations Hashtag 1: Condensed
Conversations #1: Condensed ist ein Jazzalbum von Florian Arbenz, Hermon Mehari und Nelson Veras. Die um 2020 entstandenen Aufnahmen erschienen am 23. April 2021 auf dem Label Hammer Recordings, präsentiert auf der Plattform Bandcamp.

## Hintergrund
2021 startete der Schweizer Schlagzeuger Florian Arbenz eine Folge der Veröffentlichung von zwölf Alben mit radikal verschiedenen Musikerkonstellationen. Der erste Teil dieser Serie von Konversationen, aufgenommen in seinem Studio in Basel und begleitet von einem Videofilm der Session, präsentiert den amerikanischen Trompeter Hermon Mehari, der aktuell in Paris lebt, und den brasilianischen Gitarristen Nelson Veras.
Arbenz hatte bereits einige Spielerfahrung mit Veras und ist „nicht nur von seinem höchst originellen und virtuosen Spiel fasziniert, sondern auch von seinem einzigartigen Charakter und seinem großartigen Sinn für Humor. Er ist sowohl rhythmisch als auch harmonisch ein kompletter Spieler, so dass es nahe lag, ihn für diese Serie an Bord zu holen. Hermon hingegen hatte ich vor unserer Aufnahmesession noch nie getroffen. Ich hatte jedoch seinen warmen Ton, seine aufgeschlossene Musikalität und seine Improvisationsfähigkeiten aus der Ferne bewundert.“ 2020 ergab sich die Möglichkeit, miteinander zu spielen.

## Titelliste
- Florian Arbenz, Hermon Mehari and Nelson Veras: Condensed Conversations # 1: Condensed (Hammer Recordings)

1. Boarding the Beat (F. Arbenz) 6:08
2. Let’s Try This Again (H. Mehari) 4:57
3. Groove A (F. Arbenz) 3:30
4. Olha Maria (Tom Jobim, Chico Buarque, Vinicius de Moraes) 4:42
5. In Medias Res (F. Arbenz) 2:38
6. Vibing with Morton (F. Arbenz) 3:19
7. Race Face (Ornette Coleman) 3:13
8. Dedicated to the Quintessence (F. Arbenz) 3:46
9. Circle (F. Arbenz) 4:05
10. Freedom Jazz Dance (Eddie Haris) 5:27

## Rezeption

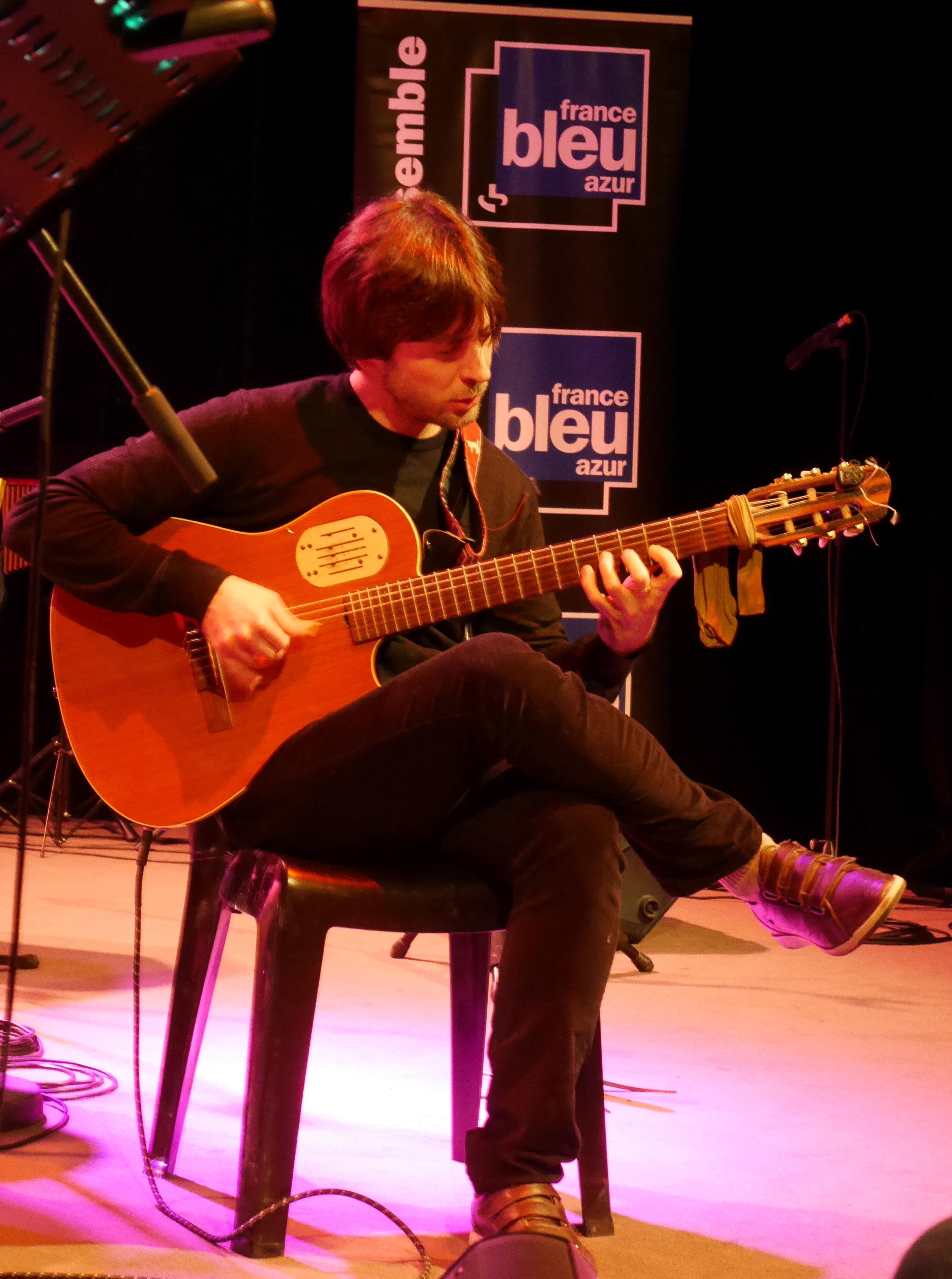
Nelson Veras, La Gaude 2015

Der Musikjournalist Bill Brownlee, Autor des Blogs Plastic Sax aus Kansas City, fokussierte insbesondere auf Hermon Mehari. Das Album lasse sein enormes Potenzial in der unkonventionellen Zusammenarbeit erkennen und sei bisher die durchweg beeindruckendste Leistung des Trompeters. Die spielerische Experimentierfreudigkeit und der großzügige Geist seiner Partner ließen Mehari glänzen. Auch wenn Arbenz der Leader der Session sei, klinge Mehari wie der erste unter Gleichen. Seine Reifung zeige sich etwa in seiner eleganten Komposition „Let’s Try This Again“. Trotz seiner Nationalität spiele Veras hier mit dem unorthodoxen Ansatz des in Benin geborenen Gitarristen Lionel Loueke. Arbenz wiederum könne man nicht mit einem Traditionalisten verwechseln; der Titel des spekulativen „Vibing with Morton“ sei mit ziemlicher Sicherheit ein Verweis auf den avantgardistischen klassischen Komponisten Morton Feldman. Das Album schließt mit einer belebenden Interpretation des Jazzstandards „Freedom Jazz Dance“ von Eddie Harris, der dem Rezensenten durch Miles Davis (Miles Smiles, 1966) bekannt ist. Mehari beschwöre hier „die Essenz des Jazzgiganten“, auch wenn er dabei neues Terrain erkunde. Insgesamt lasse sich die zukunftsweisende und rufbildende Arbeit der drei Musiker auf dem Album mit dem Motto „evolution of the groove“ fassen.
Nach Ansicht des Kritikers von France Musique könnte man meinen, diesem ungewöhnlichen Gitarren-, Trompeten- und Schlagzeug-Line-up fehle auf den ersten Blick möglicherweise ein Bass. Trotz dieses scheinbaren Mankos ermöglichten die Kreativität der Musiker sowie die Hinzufügung von bestimmten Schlaginstrumenten durch Florian Arbenz die Abdeckung des gesamten Spektrums. Ob mit dem langjährigen Trio Vein, das mit Greg Osby und Dave Liebman aufgenommen und getourt hat, oder mit seinem eigenen Projekt Convergence, Florian Arbenz sei kein Musiker, der sich damit zufriedengibt, in seinen Pantoffeln zu bleiben – das bestätige sich durch sein Engagement für diese auf 12 Alben angelegte Projekt.
Clemens Verhooven schrieb in seinem Blog Verhooven Jazz, dies sei Jazz auf sehr anspruchsvollem und hohem Niveau, in nachvollziehbarer Komplexität. Gut herauszuhören sei dies in „Race Face“ – „da treibt etwas voran, von dem du glaubst, es sei ein Bass – über ihm thront eine Trompete, die ihre eigenen Assoziationen zum vorgegebenen Tempo hat, ein schönes Beispiel für sich nie aus den Augen verlieren, ein Umkreisen, Einkreisen und Umspielen, ein aufeinander Warten – fast schon tänzelnd.“ Die Aufnahme trage in sich so viele Klangbilder und Facetten, so der Autor; dies sei eine Unterhaltung so unterschiedlicher Stimmen, der man viele Hörer wünsche.